# Anton von Wegnern
Anton Wilhelm Pius Gustav von Wegnern (* 6. April 1809 in Preußisch Eylau; † 14. November 1891 in Berlin) war ein preußischer Verwaltungsbeamter und deutscher Politiker.

## Familie
Anton von Wegnern entstammte einer ursprünglich auf ihrem Besitz Osterweddingen (Provinz Sachsen) ansässigen, aber bereits im 16. Jahrhundert nach Königsberg umgesiedelten und dort im Jahr 1635 in den polnischen Adelsstand erhobenen und mit der Verleihung des preußischen Indigenats versehenen Familie. Er war der Sohn des Carl von Wegnern (1777–1854), Königsberger Tribunalspräsident und Kanzler des Königreichs Preußen, und der Emilie Hedwig Gräfin zu Eulenburg (1780–1853) aus dem Haus Prassen.
Wegnern heiratete am 24. April 1840 in Königsberg Elma Biegon zu Czudnochowski (* 17. März 1818 auf Schloss Bledau bei Cranz (Landkreis Königsberg); † 22. Februar 1900 in Berlin). Aus dieser Ehe stammen zwei Söhne, der königlich preußische Oberst Friedrich (Fritz) Wilhelm von Wegnern (1851–1924), zuletzt Direktor des Großen Militärwaisenhauses in Potsdam, und der fürstlich schaumburg-lippische Staatsminister und Wirkliche Geheime Rat Martin von Wegnern (1855–1897).

## Leben
Wegnern studierte an der Albertus-Universität Königsberg Rechtswissenschaft und wurde Mitglied der Corpslandsmannschaft Lithuania, anfangs ein Kränzchen in der burschenschaftlichen Allgemeinheit. Um 1835 wurde er in die Freimaurerloge Zu den drei Kronen in Königsberg i. Pr. aufgenommen worden, in der sein Vater, der Kanzler des Königreichs Preußen Carl von Wegnern, kurz zuvor für die Verdienste als Meister der Loge die Ehrenmeisterwürde erhalten hatte.
Nach dem Vorbereitungsdienst wurde Wegnern als Regierungsassessor am 20. April 1843 zum Landrat im Landkreis Lyck ernannt. Die gleiche Stellung nahm er 1851 im Landkreis Königsberg i. Pr. ein. Ab 1856 war er Oberregierungsrat und Regierungsvizepräsident im Regierungsbezirk Liegnitz. Die gleiche Funktion übte er ab 1871 im Regierungsbezirk Posen aus. Im Jahr 1873 wurde er zum Regierungspräsidenten im Regierungsbezirk Bromberg ernannt. Er war Wirklicher Geheimer Oberregierungsrat.
Wengern war während der Deutschen Revolution 1848/49 stellvertretendes Mitglied der Preußischen Nationalversammlung und Mitglied der Frankfurter Nationalversammlung. In dieser gehörte er der Fraktion Café Milani und der Fraktion Casino an. 1850 war er Mitglied des Erfurter Unionsparlaments. In den Jahren 1855 und 1856 war er Mitglied des Preußischen Abgeordnetenhauses.